# Bruno Belotti
Pour les articles homonymes, voir Belotti.

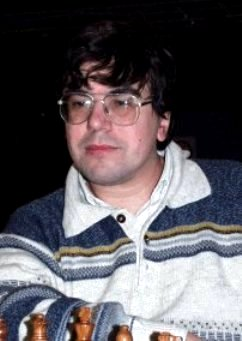

Bruno Belotti   (né le 8 décembre 1964 à Ponte Nossa, en Lombardie) est un joueur d’échecs italien.
Il remporte trois fois le titre de champion d’Italie : en 1989, 1996 et 2001.